# Bob Gonnen
Robert (Bob) Gonnen (15 maart 1941) is een voormalig Amerikaans-Israëlische basketbalcoach. Hij is in Nederland vooral herinnerd voor zijn tijd bij de Den Helder Seagulls. Gonnen won als clubtrainer nationale prijzen in Nederland en Oostenrijk en werd in beide landen eveneens Trainer van het jaar. Tussen 1999 en 2000 was hij de bondscoach van het Nederlands basketbalteam.

## Loopbaan als trainer
Gonnen verhuisde halverwege de jaren zestig van Riverside, Illinois, naar Israël. In Israël coachte hij voornamelijk jeugdteams, maar hij was ook werkzaam als coach van clubteams zoals Hapoel Mishmar Haemek (1966) Hapoel Gan Shmuel Menashe (1979-80; 1982), Hapoel Galil Elyon (1981; 1984) en eind jaren zeventig was hij ook assistent-coach van het Israëlisch basketbalteam, dat op het EK van 1979 de zilveren medaille behaalde. Tussen 1995 en 1997 was hij coach van het Israëlische junioren team. Met dit landelijk jeugdteam behaalde hij een derde plaats op het Europees kampioenschap onder 16 van 1997.

### Den Helder Seagulls
In 1997 werd Bob Gonnen aangetrokken door de Den Helder Seagulls, dat onder de sponsornaam Hans Verkerk Keukens na een aantal mindere jaren weer op jacht wilde gaan naar nieuwe successen. Met Gonnen aan het roer werd de ploeg opnieuw opgebouwd, stroomden de tribunes weer vol en ging de club weer naar de top. In 1998/99 werd hij in Nederland verkozen tot “Coach van het Jaar” nadat hij de Den Helder Seagulls naar de kampioenstitel had geleid. Tussen 1999 en 2000 was hij eveneens de bondscoach van het Nederlands basketbalteam. Het kostte Den Helder het lidmaatschap van de FEB, de Federatie van Eredivisie Basketball. De FEB zag in dat een dergelijke combinatie tot belangenverstrengeling zou kunnen leiden. De combinatie van het coachen bij basketbalclub Den Helder en het Nederlands team is hem niet makkelijk gevallen.
In het seizoen 2000/01 had Den Helder grote ambities door zowel in de nationale competitie als in de Noord-Europese superliga, de North European Basketball League (NEBL) te willen imponeren. Het werd echter een tragisch seizoen waarin de Helderse topclub te kampen had met organisatorische en financiële zorgen en eveneens teleurstellend presteerde in de nationale competitie. In 2001 ging Den Helder ten onder wegens financiële problemen en kwam het dienstverband van Gonnen in Nederland ten einde.

### Nederlands basketbalteam
De Nederlandse Basketbalbond (NBB) had anno 1997 een gedurfd programma opgesteld samen met de stichting Nederlandse Basketball Top (NBT) om met de Nederlandse ploeg een toppositie in Europa te verschaffen. De resultaten bleven uit, het budget werd teruggeschroefd en toenmalig bondscoach Lucien Van Kersschaever werd in 1999 vervangen door parttimer Bob Gonnen. Desondanks werden de doelstellingen opgeschroefd en moest het Nederlands team zich plaatsen voor de eindronde van het EK van 2001. De samenstelling van een representatief en zo sterk mogelijke nationale selectie stond regelmatig onder druk door de weigering van clubs, waaronder Den Bosch en Amsterdam, om hun topspelers beschikbaar te stellen. Gonnen deed tevergeefs een oproep aan de clubs om medewerking, maar kon desondanks wel rekenen op Francisco Elson, Rik Smits en Geert Hammink. Desalniettemin was de publieke belangstelling voor Oranje miniem.
Nog geen jaar na zijn aanstelling had Gonnen in mei 2000 zijn taak als parttime coach alweer neergelegd. Hij kwam tot zijn beslissing omdat de combinatie van clubcoach en bondscoach gevoelig lag binnen de Nederlandse basketbalsport. Gonnen zat uiteindelijk slechts vijf interlands op de bank bij de Leeuwen en won de EK-kwalificatiewedstrijd tegen Bulgarije (85–66). Hij werd opgevolgd door Maarten van Gent.

### Swans Gmunden
In 2002 nam hij de positie van hoofdtrainer over bij Swans Gmunden in de Oostenrijkse Bundesliga en zou samen met sterspeler De'Teri Mayes een tijdperk vormgeven. In 2002/03 leidde Gonnen de Zwanen naar diens eerste bekeroverwinning in de clubgeschiedenis en naar het tweede landskampioenschap. Gonnen werd door de Bundesliga uitgeroepen tot "Coach van het jaar". In het seizoen 2003/04 volgden nog meer triomfen: opnieuw wonnen ze de bekercompetitie en bereikten ze de kampioensfinale. Bovendien was er de overwinning van de Supercup. In 2005 leidde Gonnen de Zwanen naar hun eerste overwinning op het staatskampioenschap en werd voor de tweede keer uitgeroepen tot "Trainer van het jaar". In 2006 wist hij zijn titel te verdedigen en won Gmunden opnieuw de Supercup zijn onder leiding. In 2007 werden de successen herhaald: voor de derde keer op rij ontving Gonnen de prijs als "Trainer van het jaar" en voor de derde keer op rij werd Gmunden onder Gonnen wederom nationaal kampioen en waren zij opnieuw Supercup-winnaar. In het seizoen 2007/08 leidde hij Gmunden bij de beste 32 teams in de ULEB Cup, waar ze verloren van Joventut de Badalona (die uiteindelijk dat seizoen de Europa Cup won) met de latere NBA-spelers Rudy Fernandez en Ricky Rubio. Bovendien wonnen Gonnens Zwanen dat seizoen opnieuw de bekercompetitie en de Supercup. In 2008/09, Gonnens laatste seizoen in Gmunden, leidde hij zijn team naar de tweede plaats en won opnieuw de titel van "Coach van het jaar".

### Panthers Fürstenfeld
Voor het seizoen 2009/10 tekende Gonnen bij de Bundesliga-rivaal Panthers Fürstenfeld. In september 2009 won hij met Fürstenfeld voor de zesde keer in zijn coachingcarrière de Oostenrijkse Supercup. Eind februari 2011 gingen Gonnen en de club uit elkaar.
4 Richards · 
5 Franke · 
9 Duggan · 
10 Barth · 
11 Young · 
12 Miller · 
13 Mims · 
15 Hageman · 
? Van der Putten · 
? Ten Berge · 
? Kassoum · 
? Kip · 
? Smith · 
Coach Gonnen